# Jeginov Lug
Jeginov Lug – wieś w Bośni i Hercegowinie, w Federacji Bośni i Hercegowiny, w kantonie tuzlańskim, w gminie Kalesija. W 2013 roku liczyła 143 mieszkańców, z czego większość stanowili Boszniacy.